# Magda Linette
Magda Linette (Poznań, 12 febbraio 1992) è una tennista polacca.
Destrimane, gioca il rovescio a due mani ed è allenata da Kuba Rękoś. Le sue superfici preferite sono il cemento e la terra battuta.
Nel singolare ha raggiunto il terzo turno in tutte le prove del Grande Slam, invece nel doppio è arrivata fino alla semi-finale dell'Open di Francia. Durante la sua carriera ha vinto due titoli WTA nel singolare e si è piazzata al 19º posto, come best ranking, il 20 marzo 2023. Nel doppio ha raggiunto la migliore posizione nr 26 l'11 aprile 2022.

## Vita personale
Magda Linette è nata da Tomasz e Beata, di probabili e lontane origini francesi, e risiede attualmente a Poznań, in Polonia.

## Carriera

### 2010
Nel mese di maggio, Magda Linette ha ricevuto una wild card per le qualificazioni del Warsaw Open, un torneo WTA Premier. Ha battuto al primo turno la sua compagna di doppio Paula Kania in due set, ma ha perso da Anna Čakvetadze (4–6 6–4 1–6). Nel mese di giugno, ha vinto il suo primo torneo da professionista a Stettino come una wild card. A luglio, ha fatto la finale nel torneo ITF di Toruń ma ha perso dalla prima testa di serie Ksenija Pervak in due set.
Magda Linette ha vinto altri due tornei ITF nel mese di agosto, a Hechingen e a Versmold, entrambi in Germania. A Hechingen, come una qualificata, ha battuto la spagnola Sílvia Soler Espinosa, mentre a Versmold ha sconfitto la rumena Irina-Camelia Begu con il punteggio di 6–2, 7–5.
Ha continuato a giocare tornei ITF da 25 000 $ e ha vinto il suo quarto torneo della stagione a Katowice, dove ha battuto l'ex top 100 Eva Birnerová (3–6 6–2 6–2). La settimana dopo, ha raggiunto un'altra finale a Zagabria ma ha eventualmente perso dalla tennista ceca Renata Voráčová in tre set, fermando la sua striscia di vittorie consecutive a 21. Dopo molte settimane di pausa, non è stata in grado di vincere il suo primo match in un ITF da 50 000 $, ad Atene ed a Ismaning; tuttavia ha raggiunto con successo la finale ad Opole, ma ha perso da Sandra Záhlavová (7–5 6–7 4–6).

### 2011
Nell'inizio di febbraio, Magda Linette ha giocato per la prima volta come membro del team polacco in Fed Cup. Ha battuto facilmente Anne Kremer (6–1 6–1), ma ha perso le sue altre tre partite, inclusa una opposta alla Bielorussia contro la top 100 Vol'ha Havarcova in due set molto lottati (6–7 6–7).

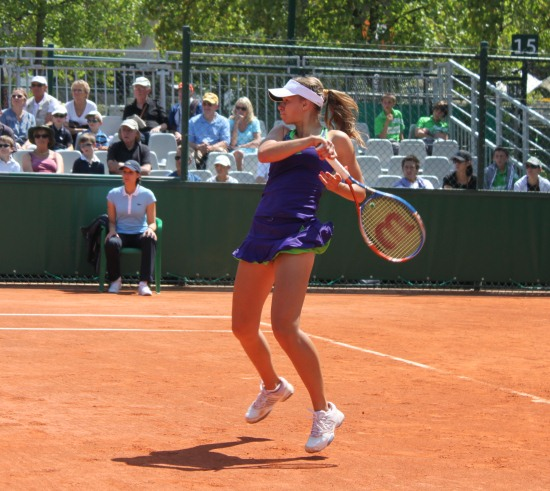
Magda Linette agli Open di Francia 2011

Nel mese di maggio, ha disputato per la prima volta un torneo del Grande Slam, dove ha giocato nelle qualificazioni del Roland Garros e ha battuto Claire de Gubernatis (6–4 6–3) per raggiungere il secondo turno, dove è stata sconfitta da Mandy Minella. Il mese dopo ha giocato anche le qualificazioni del torneo di Wimbledon, ma è stata battuta al primo turno da Galina Voskoboeva.

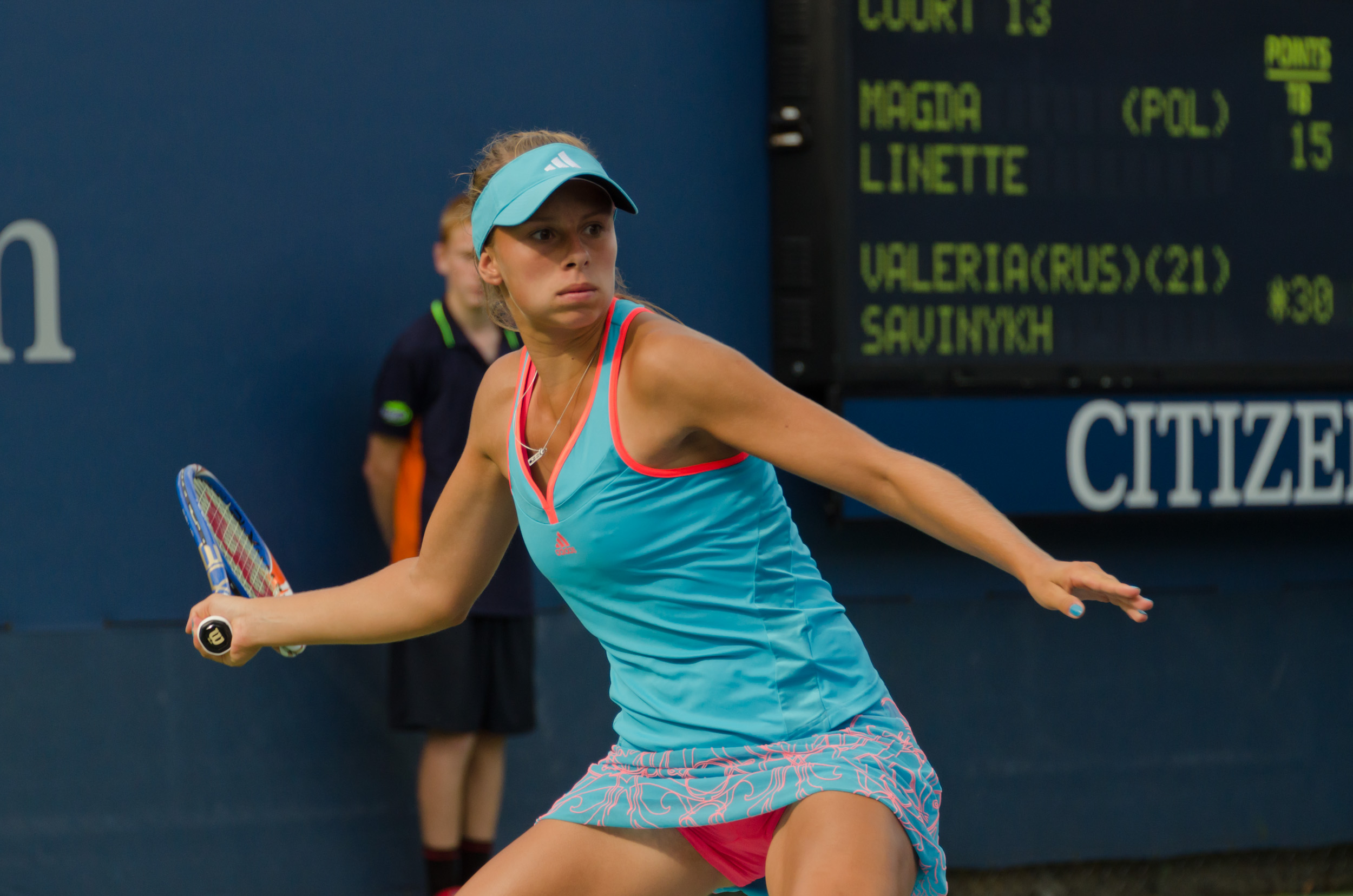
Magda Linette in azione durante gli US Open 2011

Nel mese di settembre, Magda ha giocato le qualificazioni degli Open degli Stati Uniti, perdendo in tre set dalla russa Valerija Savinych, con il punteggio di 6(2)–7, 6–4, 6–2.
Dopo molti mesi difficili senza incoraggianti risultati nei tornei ITF da 50 000 $ e 100 000 $ durante l'estate, Magda Linette ha battuto sorprendentemente Sorana Cîrstea al primo turno del torneo di Poitiers nel mese di ottobre, con il risultato finale di 3–6 6–4 6–2. Il mese dopo, ha raggiunto la semifinale del torneo ITF di Opole nella sua città natale, battendo durante il cammino anche la prima testa di serie Lesja Curenko.

### 2012
Nei primi quattro mesi della stagione non raggiunge buoni risultati, venendo quasi sempre eliminata al primo turno o nei turni di qualificazioni, risultati che le compromettono anche la classifica.

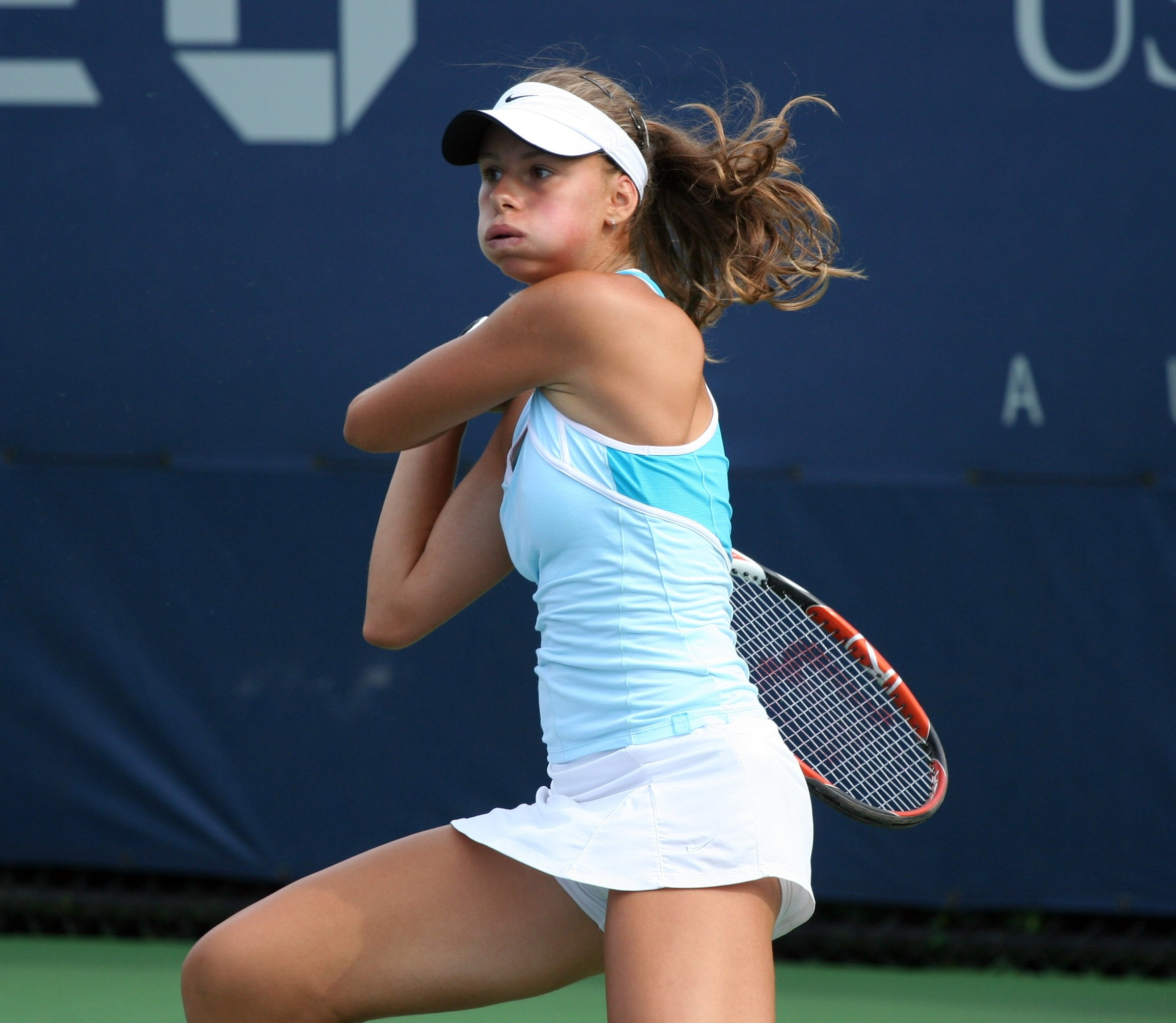
Magda Linette durante un match

Nel mese di maggio arriva la prima finale a Firenze dove è stata sconfitta dalla tennista francese Anaïs Laurendon. Dopo quattro sconfitte consecutive al primo turno, arriva un'altra finale a Kristinehamn, in Svezia, e subisce un'altrettante sconfitta per mano dell'australiana Sacha Jones.
Si riprende nel finale di stagione raggiungendo la semifinale del 25 000 $ di Dorbich persa contro Anne Schäfer. La settimana dopo vince il suo quinto torneo, che le mancava da più di due anni, a Praga battendo in finale la slovacca Zuzana Luknárová. Al torneo di Limoges batte a sorpresa al primo turno Eléni Daniilídou, per poi perdere al secondo. Al 50 000 $ di Nantes supera le qualificazioni e viene sconfitta al secondo turno da Karolína Plíšková, mentre al 25 000 $ perde nei quarti contro Julie Coin.

### 2013 - prima semifinale WTA
Nel mese di marzo raggiunge la semifinale nel torneo ITF da 25 000 $ a Tallin, in Estonia, dove viene battuta dalla qualificata Aljaksandra Sasnovič. La settimana dopo gioca il torneo WTA International di Katowice dove parte dalle qualificazioni, ma viene sconfitta al secondo turno dalla veterana Jill Craybas.
Nel mese di maggio raggiunge la finale a Civitavecchia, torneo da 25 000 $, dove racimola solo un game contro Anna Karolína Schmiedlová. Poche settimane dopo, si qualifica per la prima volta ad un evento WTA al torneo di Strasburgo e raggiunge anche il secondo turno battendo la russa Ol'ga Pučkova (6-4 7-6), dove viene sconfitta dalla futura vincitrice Alizé Cornet per 3-6, 4-6.
A giugno gioca le qualificazioni del torneo di Wimbledon dove viene battuta al primo turno dalla francese Claire Feuerstein con il punteggio di 2-6, 7–6(9), 2-6. La settimana dopo, al 25 000 $ di Torun, perde nei quarti di finale contro la partner di doppio Katarzyna Piter.
Alla Baku Cup raggiunge la sua semifinale a livello WTA partendo dalle qualificazioni e battendo in serie Inés Ferrer Suárez, Iryna Burjačok, Julia Cohen, Kristýna Plíšková, Ons Jabeur, per poi essere sconfitta da Shahar Peer. Questo risultato le permette di scalare la classifica dal numero 226 al numero 159, suo best ranking.
Nell'ultima parte di anno, vince l'ITF di Pune (in finale su Kerimbayeva) e arriva in finale a Nantes e a Navi Mumbai. Termina l'annata al n. 143 del mondo, facendo registrare un best-ranking di n. 123.

### 2014 - primo titolo WTA 125K
La prima parte di anno non regala buoni risultati a Linette, che non passa le qualificazioni a nessun evento WTA. A Katowice partecipa al primo main-draw WTA del 2014: perde immediatamente da Klara Koukalová (tds n. 5) per 4-6 3-6. Nell'International di Kuala Lumpur, ottiene il primo risultato di rilievo della stagione, centrando i quarti dopo aver battuto Alizé Lim e Lyudmyla Kichenok. Tra le ultime 8, viene sconfitta da Zhang Shuai in tre set.
In seguito, non passa le qualificazioni per i tre slam di Parigi, Wimbledon e New York.
Nel finale di anno, gioca solo in due tabelloni WTA: a Guangzhou, dove cede subito a Timea Bacsinszky e a Tianjin, dove si arrende immediatamente a Sorana Cirstea.
A ottobre vince l'ITF di Goyang e, soprattutto, il WTA 125K di Ningbo, battendo in finale Wang Qiang. Per Linette è il primo titolo colto in questa categoria.
Grazie ai buoni risultati colti a ottobre, risale nel ranking, piazzandosi 117º nella classifica di fine anno.

### 2015 - prima finale WTA
Dopo non aver passato le qualificazioni a Shenzhen e agli Australian Open, vince l'ITF di Grenoble, battendo in finale Tereza Martincová. Replica la settimana successiva, vincendo l'ITF di New Delhi (in finale su Tadeja Majeric). A Kuala Lumpur, supera il tabellone cadetto contro Shapatava e Liu; nel main-draw, elimina Wang Qiang (prima vittoria su una top-100 nell'anno) prima di cedere a Kurumi Nara per 5-7 7-5 6(6)-7. Anche a Katowice passa le qualificazioni: nel main-draw, si impone su Anna-Lena Friedsam (7-6(5) 6-4) prima di arrendersi alla futura finalista Camila Giorgi in tre set. Non passa le qualificazioni a Stoccarda, mentre al Roland Garros gioca il primo tabellone slam della carriera: perde subito da Flavia Pennetta (tds n. 28), ma non senza combattere (3-6 7-5 1-6). A Nottingham, vince su Hantuchova al primo turno al tie-break del terzo set ma cede a Lauren Davis nel round successivo, al termine di una partita incredibile, in cui non sfrutta ben 8 match-point (7-5 6(13)-7 2-6). Grazie al risultato, entra in top-100 per la prima volta in carriera, proprio alla posizione n. 100. A Wimbledon gioca la prima partita della vita nel main-draw: è costretta al ritiro nell'esordio contro Nara.
Sul cemento americano non rende bene: viene subito eliminata a Washington e non passa le qualificazioni a New Haven e Cincinnati. Agli US Open, tuttavia, ottiene il primo successo in carriera in un main-draw major, sconfiggendo all'esordio Urszula Radwanska (7-6(1) 6-1); curiosamente, al secondo turno, viene battuta dall'altra sorella Radwanska, Agnieszka, per 3-6 2-6.
A Tokyo gioca il suo 9º main-draw WTA dell'anno: al primo turno ha la meglio su Lauren Davis (6-3 6-2), mentre, al secondo turno, elimina la finalista in carica Zarina Dijas (6-2 7-5). Ai quarti, si impone su Hsieh per 6-3 6-3, accedendo alla seconda semifinale WTA della carriera. Nella circostanza, sconfigge la testa di serie n. 6 Christina McHale con lo score di 3-6 6-4 6-3, approdando così alla prima finale nel circuito maggiore. Affronta Yanina Wickmayer, n. 86 del mondo: Linette cede in tre set, per 6-4 3-6 3-6. Grazie all'ottimo risultato, si issa fino alla 64ª posizione, suo nuovo best-ranking.
Nel finale di anno non fa riscontrare grandi piazzamenti, ottenendo il secondo turno di Tianjin come miglior risultato.
Conclude l'anno al n. 89 del mondo, in discesa poiché non difende i punti colti nell'ottobre 2014 (vittoria nel WTA 125K di Ningbo e titolo ITF).

### 2016
Dopo non aver passato le qualificazioni a Sydney, all'Australian Open viene subito eliminata da Monica Puig, con un netto 3-6 0-6. Linette viene chiamata dalla Polonia per disputare il match valido per il Gruppo mondiale II contro gli Stati Uniti: Magda perde sia il singolare contro Venus Williams (1-6 2-6) che quello contro Sloane Stephens (2-6 4-6), condannando la nazionale polacca a giocarsi gli spareggi per evitare la retrocessione. Al Taiwan Open, ottiene la prima vittoria dell'anno nel circuito maggiore contro Wang Yafan (7-5 7-5) prima di cedere a Misaki Doi (2-6 3-6). A Dubai e Doha raccoglie due sconfitte nelle qualificazioni, mentre, a Kuala Lumpur, viene battuta all'esordio del main-draw da Sabine Lisicki, testa di serie n. 3. Non passa le quali a Indian Wells mentre riesce a farlo a Miami, estromettendo Paszek e Maria. Nel tabellone principale, Linette elimina Bethenie Mattek Sands in tre set (6-4 6(7)-7 6-3) e approfitta del ritiro di Jelena Jankovic al secondo turno. Agli ottavi, trova Viktoryja Azarenka, n. 8 del mondo: Magda si arrende in due set (3-6 0-6) a quella che diventerà la campionessa del torneo.
Sul cemento di Katowice, raggiunge i quarti di finale, miglior risultato della carriera nel torneo di casa: per raggiungerli, ha sconfitto la wild-card Anastasiya Shoshyna (6-1 7-6(5)) e Stefanie Voegele (1-6 7-5 6-2); tra le ultime 8, cede a Pauline Parmentier (2-6 4-6).
In maggio, vince il primo ITF stagionale a Cagnes-Sur-Mer, battendo in finale Carina Witthoeft per 6-3 7-5. All'Open di Francia, la polacca viene subito battuta da Johanna Larsson, con lo score di 3-6 6-4 5-7.
Sull'erba, non disputa una grande stagione: perde subito a Nottingham (da Christina McHale) mentre a Birmingham si ferma all'ultimo turno di qualificazioni, fermata nuovamente da McHale; viene ripescata come lucky loser, ma cede subito ad Andrea Petkovic in due set. Si ritira dalle qualificazioni di Eastbourne e, a Wimbledon, viene eliminata all'esordio da Samantha Stosur (5-7 3-6).
Sul cemento americano partecipa ai tornei di Stanford e Montréal: negli USA, batte Kristýna Plíšková per 7-5 al terzo ma perde al secondo turno da Venus Williams (3-6 7-6(6) 2-6). In Canada, passa il tabellone cadetto eliminando Lisicki (7-5 6-2); tuttavia, nel main-draw, cede subito a Petra Kvitová in due netti parziali. Dopo la breve parentesi olimpica brasiliana (perde all'esordio da Pavljučenkova), riprende la tournée americana con i tornei di New Haven e Cincinnati (dove non si qualifica per il tabellone principale) e lo US Open, dove si arrende immediatamente a Cibulková (2-6 3-6).
Comincia all'International di Tokyo lo swing asiatico di Linette: qui difende la finale colta l'anno scorso. Dopo aver vinto agevolmente sulla giapponese Sema (6-1 6-0), affronta la svizzera Viktorija Golubic. Linette viene eliminata in tre set, per 2-6 7-6(5) 3-6. A causa di questo risultato, scende nel ranking, uscendo dalla top-100. In seguito partecipa al Premier di Tokyo: passa indenne le qualificazioni, non perdendo set contro Chiang, Ninomiya e Hibino; nel main-draw, elimina la wild-card Olesya Pervushina per 4-6 6-2 6-3; al secondo turno, si impone sulla n. 38 del mondo Julija Putinceva, con lo score di 4-6 6-3 7-5. Arriva così ai quarti di finale, i primi in un evento di questa categoria: nella circostanza, viene sconfitta dalla futura campionessa Caroline Wozniacki (4-6 3-6). Chiude la stagione con il secondo turno al Tianjin Open in singolare e la finale in doppio, persa assieme a Xu Yifan.
Termina l'anno al n. 96 del mondo, a causa di una stagione in cui ha raggiunto pochi risultati di rilievo (solo due quarti di finale WTA e un titolo ITF).

### 2017
La trasferta oceanica non regala risultati importanti a Linette, che non passa le qualificazioni ad Auckland e a Sydney e si ferma al primo turno agli Australian Open.
Dopo un primo turno a Taipei e a Budapest, prende parte al WTA di Kuala Lumpur: ottiene la prima vittoria dell'anno contro l'ucraina Zavatska (6-1 3-6 6-3). Al secondo turno, approfitta del ritiro di Peng Shuai, sul punteggio di 5-2 per Magda. Ai quarti di finale, sconfigge un'altra cinese, Duan Yingying, con lo score di 7-6(3) 4-6 6-1. In semifinale (la prima a distanza di 1 anno e mezzo) trova la giapponese Nao Hibino: Linette cede in tre set, per 6-2 4-6 4-6. Prosegue il buon momento a Indian Wells e Miami: passa le qualificazioni ad entrambi i tornei e, in California, riesce a vincere anche la partita d'esordio su Taylor Townsend (6-4 6-2) prima di arrendersi a Caroline Wozniacki.
Sulla terra, ottiene il secondo turno a Charleston (battuta da Jabeur) e i quarti di finale a Bogotà, dove cede solo al tie-break del terzo set a Sorribes Tormo. Dopo dei mediocri risultati a Praga, Madrid e Strasburgo, gioca un ottimo torneo al Roland Garros: batte Alizé Lim e Ana Konjuh (tds n. 29) con il medesimo risultato, ovvero 6-0 7-5; raggiunge così il terzo turno in uno slam per la prima volta in carriera: nella circostanza, affronta Elina Svitolina, n. 6 del mondo: perde in due set, per 4-6 5-7.
Nella parte di stagione sull'erba, non trova risultati importanti, cogliendo il secondo turno a Nottingham come miglior risultato.
Sul cemento americano, il miglior piazzamento arriva a New Haven, dove passa i tre turni qualificatori e poi batte Roberta Vinci nel main-draw, fermandosi solo al 5° match consecutivo contro Zhang Shuai (3-6 7-6(4) 3-6).
Nello swing asiatico, la polacca raggiunge il secondo turno nell'International di Tokyo e anche nel Premier della città giapponese (partendo dalle qualificazioni). A Wuhan, supera Rodionova e Lu per accedere al main-draw: al primo turno batte Anett Kontaveit (n. 34 del mondo) per 7-5 6-4 mentre al secondo elimina Kateřina Siniaková per 6-1 6-2. Agli ottavi, si arrende alla n. 1 del mondo Garbine Muguruza, con lo score di 2-6 6-1 4-6. Chiude la stagione con il primo turno al China Open e il secondo a Tianjin.
Termina l'anno al n. 71 del mondo, in risalita rispetto al 2016.

### 2018
Linette inizia l'anno allo Shenzhen Open: dopo aver battuto Jana Čepelová per 7-5 2-6 6-4, viene eliminata da Timea Babos. Ad Hobart viene sconfitta subito dalla testa di serie n. 1 del torneo, Zhang Shuai (5-7 3-6). Agli Australian Open esordisce con una vittoria su Jennifer Brady per 2-6 6-4 6-3; replica anche al secondo turno, vincendo sulla 22ª testa di serie Darja Kasatkina, con il punteggio di 7-6(4) 6-2. Approda al terzo turno slam per la seconda volta in carriera: nella circostanza, affronta Denisa Allertová, da cui perde per 1-6 4-6. Grazie al buon risultato, risale nel ranking, portandosi al 60º posto in classifica.
Gioca, in seguito, il Taiwan Open: grazie ai due successi su Han e Larsson, arriva ai quarti di finale, dove si arrende a Timea Babos in due parziali. Dopo questo piazzamento, si issa fino al 55º posto in classifica, suo nuovo best-ranking. Magda disputa 4 tornei in America: tra i due di Indian Wells (il Premier Mandatory e il WTA 125K), Miami e Charleston, la polacca coglie appena un successo in cinque incontri disputati, portando comunque tutte le avversarie al terzo set.
A Bogotà, replica i quarti di finale ottenuti nel 2017 con le vittorie su Rodina e Herazo Gonzalez; tra le ultime 8, cede a Jakupovic in tre set. Il resto della stagione su terra è poco proficuo per la polacca, che non trova neppure il secondo turno in tutti gli impegni disputati. Si rifà però in quel di Bol (WTA 125K), dove elimina Kalinina, Kovinic, Golubic e approfitta del ritiro di Errani per approdare in finale: qui, si arrende a Tamara Zidansek in due set.
Dopo gli scarsi risultati avuti sull'erba, la polacca si presenta a Nanchang, dove è testa di serie n. 3: rispettando il suo status, giunge fino in semifinale, battendo Jang (6-4 6-0), Hozumi (6-3 7-5) e Liang (6-3 4-6 6-2). Nel penultimo atto, si arrene a Wang Qiang (2° forza del seeding) per 5-7 2-6.
Si trasferisce in America, per giocare lo swing sul cemento: parte bene a Washington, dove coglie i quarti di finale sconfiggendo Olivia Rogowska e, soprattutto, Naomi Ōsaka (n. 17 del mondo e campionessa di Indian Wells); nei quarti, perde dalla croata Vekic in due set. In seguito, non passa le qualificazioni a New Haven e Cincinnati. Agli US Open è sfortunata nel sorteggio, in quanto pesca subito Serena Williams: Linette si arrende alla futura finalista in due parziali, per 4-6 0-6.
Nella parte finale di stagione, gioca a Hiroshima: raggiunge i quarti, eliminando Larsson e Zidansek. Tra le ultime 8, cede nuovamente a Wang, questa volta più nettamente che in Cina (2-6 2-6). Non si qualifica, in seguito, ai main draw di Tokyo, Wuhan e Pechino. Chiude l'anno al Tianjin Open: batte Evgenija Rodina per 2-6 6-1 6-4 prima di perdere da Aryna Sabalenka (n. 11 del mondo) per 1-6 3-6.
Termina la stagione al n. 83 del mondo.

### 2019 - 1º titolo WTA
Dopo un primo turno a Shenzhen, Linette passa le qualificazioni a Hobart, battendo Seone Mendez e Kateryna Kozlova; nel main-draw, elimina la 4° testa di serie Maria Sakkari (3-6 6-2 6-4) prima di essere sconfitta da Greet Minnen al tie-break del terzo set. Agli Australian Open, è la prima vittima di Naomi Ōsaka, che poi vincerà il torneo. Partecipa al WTA di Hua Hin: raggiunge la semifinale, battendo Hon e Niculescu in tre set e Wang Yafan in due partite; nel penultimo atto, cede a Dajana Jastremska, con lo score di 4-6 3-6. A Indian Wells, vince il suo match d'esordio contro Petra Martic al tie-break del terzo set; al secondo round, si arrende a Kiki Bertens (n. 7 del mondo) per 4-6 1-6. Dopo i quarti al WTA 125K di Guadalajara, non si qualifica per il tabellone principale di Miami.
A Charleston, inizia la parte di stagione dedicata alla terra: nel torneo americano, esce subito di scena per mano di Ajla Tomljanovic. A Bogotà, perde al secondo turno dalla futura finalista Astra Sharma (4-6 3-6). Il resto della parentesi sul mattone tritato non regala soddisfazioni a Linette, che coglie come miglior risultato il secondo turno al Roland Garros, dove cede a Simona Halep (4-6 7-5 3-6).
Sull'erba, vince l'ITF 100K di Manchester, sconfiggendo Dijas in finale. A Eastbourne, passa le qualificazioni battendo Radwanska e Stosur; nel main-draw, viene fermata da Pauline Parmentier (6(2)-7 6-2 4-6). A Wimbledon, raggiunge il terzo turno, estromettendo la qualificata Kalinskaja (6-0 7-6(9)) e la testa di serie n. 25 Amanda Anisimova (6-4 7-5); ai sedicesimi, cede alla 2 volte campionessa del torneo Petra Kvitová.
Sul cemento americano, non figura bene nei primi tre impegni di San Josè, Toronto e Cincinnati. Si presenta al Bronx Open, dove è costretta a partire dalle qualificazioni: le passa battendo Dabrowski, Chang e Blinkova; al primo turno, pesca un'altra qualificata, Kaia Kanepi: Linette ha la meglio, per 6-2 7-5. Al secondo turno, rifila un 6-1 6-4 ad Aliaksandra Sasnovich, 9° testa di serie. Ai quarti, elimina a fatica la ceca Karolína Muchová, con lo score di 6(4)-7 6-4 7-6(3), approdando in semifinale: qui trova un'altra tennista ceca, Kateřina Siniaková, testa di serie n. 5. Magda riesce a superare anche questo ostacolo, vincendo il match per 7-6(3) 6-2 e qualificandosi per la sua seconda finale in un WTA International della carriera: nella circostanza, trova l'italiana Camila Giorgi, n. 58 del ranking mondiale. Linette riesce a conquistare il suo primo titolo WTA della carriera, battendo l'avversaria in rimonta per 5-7 7-5 6-4. Linette diventa la seconda tennista polacca nella storia a trionfare in un evento WTA: unica altra ad esserci riuscita è stata Agnieszka Radwanska.
Si presenta poi allo US Open: sconfigge Astra Sharma per 6-3 6-4, approdando al secondo turno a New York per la seconda volta in carriera. Qui trova Naomi Osaka, n. 1 del mondo, che già le aveva sbarrato la strada all'Australian Open: anche questa volta, la polacca viene battuta dalla nipponica, con lo score di 2-6 4-6.
Nella tournée asiatica, Magda gioca, come primo torneo, lo Jiangxi Open di Nanchang: giunge ai quarti di finale, vincendo nettamente su Olmos e Liu; tra le ultime 8, cede alla futura campionessa Rebecca Peterson, con lo score di 3-6 7-6(3) 6(5)-7. Successivamente, partecipa all'international di Seoul, dove è 4° testa di serie: supera Begu (6-1 6-4) e Potapova per 7-5 7-6(4). Nei quarti, estromette la belga Flipkens per 6-2 6-3, mentre, in semifinale, ha la meglio su Ekaterina Aleksandrova (tds n. 2) in due tie-break. Cogli così la sua seconda finale stagionale, dove affronta Karolína Muchová, già battuta nella corsa al titolo del Bronx Open: questa volta, la ceca lascia le briciole a Linette, imponendosi per 6-1 6-1. Chiude l'ottima stagione raggiungendo i quarti a Tianjin, dove perde da Heather Watson al termine di un match combattuto.
Termina l'anno al n. 42 del mondo, raggiungendo come best-ranking il n. 41.

### 2020 - 2º titolo WTA
La stagione di Linette inizia a Shenzhen, dove perde immediatamente da Zhang in due set. A Hobart raggiunge il secondo turno, cedendo a Lauren Davis (4-6 4-6); agli Australian Open, si arrende a sorpresa ad Arantxa Rus (6-1 3-6 4-6). In febbraio, gioca l'international di Hua Hin, dove nel 2019 raggiunse la semifinale: supera agevolmente i primi due turni contro Bondarenko e Peng, entrambe sconfitte in due set. Ai quarti, rimonta un set di svantaggio a Wang Xiyu, chiudendo per 2-6 6-3 6-3. In semifinale, batte Patricia Maria Tig, con lo score di 7-5 6-4, accedendo alla 4ª finale WTA in carriera: nella circostanza, sconfigge Leonie Kung con il punteggio di 6-3 6-2, aggiudicandosi il 2º titolo in carriera. Inoltre, questo alloro, le consente di entrare tra le prime 35 del mondo, piazzandosi al 33º posto del ranking, nuovo best-ranking. In seguito, viene subito eliminata da Karolína Muchová in due parziali (3-6 1-6).
Tra marzo e agosto, il circuito WTA è costretto a bloccarsi per via dell'pandemia mondiale di COVID-19, che costringe all'annullamento di tutti i tornei previsti (compresi Miami, Indian Wells e Wimbledon) e al rinvio dei Giochi Olimpici di Tokyo al 2021.
La polacca riprende a giocare a Lexington: al primo turno, torna a vincere contro Lauren Davis (6-2 6-3). Al secondo turno, cede a Jennifer Brady, futura campionessa, con lo stesso punteggio con cui aveva sconfitto Davis all'esordio. Delude le aspettative al Western & Southern Open, dove si arrende subito alla qualificata Vera Zvonareva (6-1 3-6 1-6). Agli US Open, Linette raggiunge il terzo turno battendo Maddison Inglis (6-1 4-6 6-4) e Danka Kovinic (6-1 6(2)-7 7-6(4)); ai sedicesimi, la polacca cede a Anett Kontaveit, con lo score di 3-6 2-6.
In autunno, si sposta sulla terra europea, dove gioca a Roma, Strasburgo e Parigi: nei primi due tornei, raggiunge il secondo turno mentre, al Roland Garros cede subito a Fernandez (6-1 2-6 3-6). Conclude la stagione giocando il Premier di Ostrava: viene immediatamente eliminata da Sara Sorribes Tormo, per 1-6 3-6.
Termina l'anno al n. 41 del mondo.

### 2021 - prima semifinale slam in doppio
Linette inizia la sua stagione a Miami in marzo: esordisce con una vittoria sulla wild-card locale Robin Montgomery (6-1 3-6 6-0) prima di cedere a Johanna Konta (tds nº17) in due set. Gioca poi i due tornei di Charleston su terra: nel WTA 500, esce di scena al primo turno contro Anisimova; nel WTA 250, dove era testa di serie nº2, cede subito per 7-5 al terzo alla colombiana Osorio Serrano, campionessa a Bogotà qualche settimana prima. Magda non trova nessuna vittoria tra Madrid e Roma mentre si riprende a Strasburgo, dove centra la prima semifinale dell'anno: da 8° testa di serie, lascia 2 game a Hibino per poi approfittare del ritiro di Alizé Cornet dopo aver vinto il tie-break del primo set. Ai quarti, rifila un doppio 6-3 alla 4ª forza del seeding Julija Putinceva mentre in semi viene eliminata da Sorana Cirstea (6-3 4-6 2-6). Al Roland Garros, replica il terzo turno raggiunto qui nel 2017, grazie alle vittorie su Paquet (6-3 6-3) e la nº1 del mondo Barty (6-1 2-2, ritiro); la sua avventura si ferma per mano di Ons Jabeur, che la batte in rimonta per 3-6 6-0 6-1. In doppio, assieme a Bernarda Pera, raggiunge la prima semifinale slam della carriera, dopo aver battuto al primo turno le finaliste in carica Guarachi/Krawczyk e al terzo turno le teste di serie nº10 Hradecká/Siegemund; l'avventura di Linette/Pera termina nel penultimo atto, dove cedono nettamente a Krejčíková/Siniaková, poi vincitrici. A Eastbourne, la polacca viene eliminata al primo turno qualificatorio da Camila Giorgi, che poi raggiungerà la semifinale. A Wimbledon, sconfigge in rimonta Amanda Anisimova (2-6 6-3 6-1) per poi battere la nº5 del mondo Elina Svitolina (6-3 6-4); questa è la prima vittoria su una top-10 in carriera senza il ritiro dell'avversaria. Al terzo turno viene fermata da Paula Badosa (7-5 2-6 4-6). Prende parte alle Olimpiadi di Tokyo, dove viene nettamente eliminata da Sabalenka all'esordio (2-6 1-6). Riprende poi a gareggiare nel circuito WTA, dove dà il via allo swing su cemento americano: coglie i quarti a San José, battendo Kerkhove (6-3 6-3) e Martić (7-5 7-6(5)). Tra le ultime otto, capitola contro Dar'ja Kasatkina (4-6 6-3 4-6). Dopo un primo turno a Montréal e Cincinnati, partecipa al torneo di Cleveland: vince su Bektas (7-6(4) 6-4) e Fruhvirtova (7-6(2) 6-4) per poi lasciare tre giochi alla testa di serie nº1 Kasatkina (6-1 6-2), da cui aveva perso poche settimane prima. Nella seconda semifinale stagionale, la polacca cede a Begu in due set. Chiude la parentesi americana perdendo all'esordio agli US Open (contro Gauff, 7-5 3-6 4-6). Linette si sposta poi a Ostrava, dove, supera le qualificazioni e poi batte Océane Dodin nel main-draw (6-2 7-6(3)); al secondo turno, viene sconfitta da Elena Rybakina per 6-1 al terzo set. Chiude la stagione con due secondi turni a Chicago (l'evento '500') e a Indian Wells.
Termina il 2021 al nº57 del mondo, in peggioramento rispetto alle due ultime stagioni.

### 2022 - 5° finale WTA e costanza nella top-50
Linette inizia l'anno ad Adelaide, dove cede subito a Riske (4-6 4-6). Agli Australian Open, centra il primo successo stagionale contro Sevastova (6-4 7-5) per poi perdere da Kasatkina in due set. A San Pietroburgo esce subito di scena contro Sasnovič mentre a Dubai non passa le qualificazioni; a Doha estromette Riske (2-6 7-6(5) 6-1) per poi venir eliminata dalla top-10 Barbora Krejčíková per 1-6 3-6. A Indian Wells cede immediatamente a Sharma mentre, a Miami, viene sconfitta da Jabeur al secondo round. Sulla terra di Charleston, la polacca centra il primo quarto di finale stagionale battendo Volynets (4-6 6-3 7-6(4)), la nº7 del seeding Fernandez (3-6 6-3 6-4) e Kanepi (6-3 4-6 6-2). Tra le ultime otto, perde nettamente da Aleksandrova (0-6 2-6). Raggiunge i quarti anche a Strasburgo, venendo eliminata da Angelique Kerber (2-6 6-4 4-6). Al Roland Garros, sconfigge a sorpresa la nº6 del mondo Ons Jabeur in rimonta, con lo score di 3-6 7-6(4) 7-5, ottenendo il terzo successo in carriera su una top-10. Al secondo turno, la sua avventura termina per mano di Martina Trevisan (3-6 2-6), che poi giungerà in semifinale.
Sull'erba, raccoglie come miglior risultato il terzo turno a Eastbourne, battuta da Curenko per 7-5 al terzo; a Wimbledon, non va oltre il secondo turno, superata con un duplice 3-6 da Kerber. Nel '250' di Praga, coglie il terzo quarto di finale stagionale, arrendendosi a Qiang Wang tra le ultime otto. In agosto, centra la prima finale ITF dal 2019 nel torneo casalingo di Grodzisk Mazowiecki: nell'ultimo atto, si arrende a Kateřina Siniaková.
Sul cemento americano, non passa le qualificazioni a Cincinnati; a Cleveland, batte le top-40 Putinceva e Cîrstea, cedendo poi nei quarti a Ljudmila Samsonova (4-6 3-6). Dopo un primo turno allo US Open, la polacca prende parte al WTA '250' di Chennai, dove è accreditata della terza testa di serie: sconfigge nettamente la giapponese Uchijima (6-4 6-0) e la russa Selechmet'eva (6-2 6-0); nei quarti, si impone su Rebecca Marino in due set, approdando alla prima semifinale annuale; nella circostanza, approfitta del ritiro di Katie Swan, qualificandosi così per la sua 5° finale WTA. Nell'ultimo atto, Magda si arrende alla giovane Linda Fruhvirtová, con lo score di 6-4 3-6 4-6. A Seoul, Linette esce di scena nei quarti di finale contro Emma Raducanu.
Dopo tre sconfitte all'esordio consecutive, Linette raggiunge la finale del WTA '125' di Tampico, dove cede il passo a Elisabetta Cocciaretto.
Termina il 2022 al nº49 del mondo, per la terza volta in carriera dentro la top-50.

### 2023: semifinale all'Australian Open,best-rankinge 6° finale WTA
Linette inizia il 2023 disputando la United Cup per la Polonia: Magda aiuta la sua nazionale a passare il girone con Kazakistan e Svizzera vincendo i due singolari contro Kulambayeva (6-2 6-1) e Teichmann (5-7 6-4 6-1). Nel tie contro l'Italia ai quarti, Linette supera Bronzetti e supporta la Polonia al passaggio in semifinale. Nella circostanza, la Polonia cederà per 0-5 ai futuri campioni degli Stati Uniti, con Magda che perde il suo singolare contro Madison Keys. A Hobart, esce di scena già al primo turno contro Alison Van Uytvanck.
Partecipa poi all'Australian Open: all'esordio, supera Mayar Sherif per 7-5 6-1; al secondo turno, elimina la nº16 del seeding Anett Kontaveit in rimonta, per 3-6 6-3 6-4. Eguaglia così il suo miglior risultato nel primo slam dell'anno, il terzo turno del 2018; tuttavia, questa volta la polacca riesce ad approdare agli ottavi, battendo la nº18 del mondo Ekaterina Aleksandrova (6-3 6-4). Nel suo primo ottavo a livello major della carriera, Magda elimina la recente vincitrice delle WTA Finals e nº4 del mondo Caroline Garcia, con il punteggio di 7-6(3) 6-4; per la polacca è la quarta vittoria su una top-10, curiosamente tutte arrivate durante uno slam. Nei quarti, Linette prevale sull'ex numero uno del mondo Karolína Plíšková (6-3 7-5), raggiungendo la sua prima semifinale in un major. Nel penultimo atto, Magda cede il passo alla futura campionessa del torneo Aryna Sabalenka (6(1)-7 2-6). Grazie allo strepitoso risultato, Linette sale nel ranking al nº21 del mondo, suo miglior piazzamento in classifica in carriera.
Successivamente, prende parte al torneo di Merida, dove è la prima testa di serie: dopo due successi su Osorio e Udvardy, esce di scena nei quarti contro Rebecca Peterson. Dopo due uscite premature tra Austin e Indian Wells, a Miami, dopo il bye, batte Rodina e la nº16 del mondo Azaranka (7-6(3) 2-6 6-4), approdando agli ottavi del torneo americano per la prima volta; nella circostanza, si arrende a Jessica Pegula in due set. Il 20 marzo, Linette si issa fino alla 19ª posizione delle classifiche mondiali, suo nuovo best-ranking.
Sulla terra, esce agli ottavi a Charleston e ai sedicesimi a Madrid, sconfitta da Keys negli Stati Uniti e dalla giovane Andreeva in Spagna. Anche a Roma si ferma al terzo turno mentre va peggio a Strasburgo, dove viene superata da Pavljučenkova al secondo round. Al Roland Garros, dove per la prima volta in carriera è testa di serie, viene eliminata subito da Leylah Fernandez (3-6 6-1 3-6). Sull'erba, arriva come miglior risultato il terzo turno di Wimbledon, dove perde dalla top-15 Belinda Bencic in due parziali.
Sul cemento americano, ottiene il secondo turno allo US Open, dove viene estromessa dalla rientrante Jennifer Brady. A Guangzhou, da prima testa di serie, raggiunge la 6° finale WTA della carriera, estromettendo Burrage, Saville, Masarova e Putinceva in semifinale; nell'ultimo atto, viene sconfitta dalla padrona di casa Wang Xiyu con lo score di 0-6 2-6, collezionando la 4° sconfitta in un match valevole per il titolo. Torna in campo al '1000' di Pechino: al primo turno, supera la testa di serie n°14 Azaranka (5-7 6-1 6-2) per poi approfittare del ritiro di Brady; agli ottavi, perde il primo derby in carriera contro Iga Świątek, che le concede solo due games. A Zhengzhou, si arrende subito a Petra Martić.
Grazie all'ottima stagione disputata, Linette si qualifica al "Master B" di Zhuhai, venendo inserita nel gruppo Azalea assieme a Barbora Krejčíková e a Dar'ja Kasatkina: la polacca perde entrambi gli scontri in due set, terminando terza nel girone e venendo eliminata.
Termina l'anno al n°24 del mondo.

### 2024: 7° finale WTA
Magda inizia la stagione a Brisbane, dove esce di scena al terzo turno contro Kasatkina. Ad Adelaide si arrende subito ad Ekaterina Aleksandrova in tre set; all'Australian Open, dove si presenta da semifinalista in carica, la polacca è costretta al ritiro nel corso del match di primo turno contro la rientrante Caroline Wozniacki. A causa dei punti persi, esce dalla top-50.
A Hua Hin, da prima testa di serie, viene subito sconfitta da Diana Šnaider. Ad Abu Dhabi e Doha non va oltre il secondo turno mentre a Dubai esce all'esordio contro Hibino. A Indian Wells e Miami si arrende al primo round.
Sulla terra, riesce a Charleston a ottenere due vittorie in uno stesso torneo, eliminando Martić e Jastrems'ka; agli ottavi, soccombe alla top-5 Pegula con un duplice 2-6. Nel nuovo '250' di Rouen, raggiunge la semifinale battendo Jacquemot, Stevanović e Rus. Nel penultimo atto, supera la n°3 del seeding Anhelina Kalinina (6-1 4-6 6-2), conquistando la 7° finale WTA della carriera, la prima in assoluto sul rosso. Nel match che assegna il titolo, viene sconfitta da Sloane Stephens con lo score di 1-6 6-2 2-6. Grazie a questo risultato, rientra tra le prime cinquanta del mondo. A Madrid e Roma non va oltre il secondo turno. A Strasburgo, elimina Sorana Cîrstea e la top-20 Aleksandrova, cogliendo i quarti di finale, dove cede alla futura campionessa Keys in due set. Al Roland Garros, esce di scena già al primo turno contro Ljudmila Samsonova, che le concede appena due games.

## Statistiche WTA

### Singolare

#### Vittorie (3)
| Legenda               | Legenda      |
| --------------------- | ------------ |
| Grande Slam (0)       |              |
| Ori Olimpici (0)      |              |
| WTA Finals (0)        |              |
| WTA Elite Trophy (0)  |              |
| Dal 2009 al 2020      | Dal 2021     |
| Premier Mandatory (0) | WTA 1000 (0) |
| Premier 5 (0)         | WTA 1000 (0) |
| Premier (0)           | WTA 500 (0)  |
| International (2)     | WTA 250 (1)  |

| N. | Data             | Torneo                 | Superficie  | Avversaria in finale | Punteggio     |
| 1. | 24 agosto 2019   | Bronx Open, New York   | Cemento     | Camila Giorgi        | 5-7, 7-5, 6-4 |
| 2. | 16 febbraio 2020 | Thailand Open, Hua Hin | Cemento     | Leonie Küng          | 6-3, 6-2      |
| 3. | 26 luglio 2024   | Prague Open, Praga     | Terra rossa | Magdalena Fręch      | 6-2, 6-1      |

#### Sconfitte (5)
| Legenda               | Legenda      |
| --------------------- | ------------ |
| Grande Slam (0)       |              |
| Argenti Olimpici (0)  |              |
| WTA Finals (0)        |              |
| WTA Elite Trophy (0)  |              |
| Dal 2009 al 2020      | Dal 2021     |
| Premier Mandatory (0) | WTA 1000 (0) |
| Premier 5 (0)         | WTA 1000 (0) |
| Premier (0)           | WTA 500 (0)  |
| International (2)     | WTA 250 (3)  |

| N. | Data              | Torneo                    | Superficie      | Avversaria in finale | Punteggio     |
| 1. | 20 settembre 2015 | Japan Women's Open, Tokyo | Cemento         | Yanina Wickmayer     | 6-4, 3-6, 3-6 |
| 2. | 22 settembre 2019 | Korea Open, Seul          | Cemento         | Karolína Muchová     | 1-6, 1-6      |
| 3. | 18 settembre 2022 | Chennai Open, Chennai     | Cemento         | Linda Fruhvirtová    | 6-4, 3-6, 4-6 |
| 4. | 23 settembre 2023 | Guangzhou Open, Guangzhou | Cemento         | Wang Xiyu            | 0-6, 2-6      |
| 5. | 21 aprile 2024    | Open de Rouen, Rouen      | Terra rossa (i) | Sloane Stephens      | 1-6, 6-2, 2-6 |

### Doppio

#### Vittorie (2)
| Legenda              |
| -------------------- |
| Grande Slam (0)      |
| Ori Olimpici (0)     |
| WTA Finals (0)       |
| WTA Elite Trophy (0) |
| Dal 2021             |
| WTA 1000 (0)         |
| WTA 500 (2)          |
| WTA 250 (0)          |

| N. | Data           | Torneo                               | Superficie  | Compagna          | Avversarie in finale              | Punteggio        |
| 1. | 10 aprile 2022 | Charleston Open, Charleston          | Terra verde | Andreja Klepač    | Lucie Hradecká Sania Mirza        | 6-2, 4-6, [10-7] |
| 2. | 25 giugno 2022 | Eastbourne International, Eastbourne | Erba        | Aleksandra Krunić | Ljudmyla Kičenok Jeļena Ostapenko | w/o              |

#### Sconfitte (3)
| Legenda               | Legenda      |
| --------------------- | ------------ |
| Grande Slam (0)       |              |
| Argenti Olimpici (0)  |              |
| WTA Finals (0)        |              |
| WTA Elite Trophy (0)  |              |
| Dal 2009 al 2020      | Dal 2021     |
| Premier Mandatory (0) | WTA 1000 (0) |
| Premier 5 (0)         | WTA 1000 (0) |
| Premier (0)           | WTA 500 (0)  |
| International (3)     | WTA 250 (0)  |

| N. | Data              | Torneo                  | Superficie  | Partner              | Avversarie in finale                | Punteggio           |
| 1. | 20 settembre 2014 | Guangzhou Open, Canton  | Cemento     | Alizé Cornet         | Liang Chen Chuang Chia-jung         | 6-2, 6(3)-7, [7-10] |
| 2. | 16 ottobre 2016   | Tianjin Open, Tianjin   | Cemento     | Xu Yifan             | Christina McHale Peng Shuai         | 6(8)-7, 0-6         |
| 3. | 15 aprile 2017    | Copa Colsanitas, Bogotà | Terra rossa | Verónica Cepede Royg | Beatriz Haddad Maia Nadia Podoroska | 3-6, 6(4)-7         |

## Circuito WTA 125

### Singolare

#### Vittorie (1)
| N. | Data            | Torneo              | Superficie | Avversaria in finale | Punteggio     |
| 1. | 2 novembre 2014 | Ningbo Open, Ningbo | Cemento    | Wang Qiang           | 3-6, 7-5, 6-1 |

#### Sconfitte (2)
| N. | Data            | Torneo                   | Superficie  | Avversaria in finale   | Punteggio        |
| 1. | 10 giugno 2018  | Bol Ladies Open, Bol     | Terra rossa | Tamara Zidanšek        | 1-6, 3-6         |
| 2. | 29 ottobre 2022 | Abierto Tampico, Tampico | Cemento     | Elisabetta Cocciaretto | 6(5)-7, 6-4, 1-6 |

## Statistiche ITF

### Singolare

#### Vittorie (11)
| Torneo $100.000 (2) |
| Torneo $80.000 (0)  |
| Torneo $75.000 (0)  |
| Torneo $60.000 (0)  |
| Torneo $50.000 (0)  |
| Torneo $25.000 (8)  |
| Torneo $15.000 (0)  |
| Torneo $10.000 (1)  |

| N.  | Data              | Torneo                                                       | Superficie  | Avversaria in finale  | Punteggio        |
| 1.  | 13 giugno 2010    | Szczecin Open, Stettino                                      | Terra rossa | Margit Rüütel         | 6-2, 6-0         |
| 2.  | 8 agosto 2010     | Hechingen Ladies Open, Hechingen                             | Terra rossa | Sílvia Soler Espinosa | 7-5, 3-6, 6-2    |
| 3.  | 15 agosto 2010    | Reinert Open, Versmold                                       | Terra rossa | Irina-Camelia Begu    | 6-2, 7-5         |
| 4.  | 12 settembre 2010 | Katowice Open, Katowice                                      | Terra rossa | Eva Birnerová         | 3-6, 6-2, 6-2    |
| 5.  | 30 settembre 2012 | ITF Women's Circuit Prague, Praga                            | Terra rossa | Zuzana Luknárová      | 6-2, 7-6(7)      |
| 6.  | 2 dicembre 2013   | LIC ITF Women's Tennis Championships, Pune                   | Cemento     | Kamila Kerimbayeva    | 7–5, 7–6(5)      |
| 7.  | 13 ottobre 2014   | ITF NH NongHyup Women's Challenger, Goyang                   | Cemento     | Renata Voráčová       | 6–3, 3–6, 6–3    |
| 8.  | 2 febbraio 2015   | Engie Open De L'Isere, Grenoble                              | Cemento     | Tereza Martincová     | 7–6(2), 4–6, 6–1 |
| 9.  | 16 febbraio 2015  | Delhi Open, New Delhi                                        | Cemento     | Tadeja Majerič        | 6–1, 6–1         |
| 10. | 8 maggio 2016     | Engie Open de Cagnes-sur-Mer Alpes-Maritimes, Cagnes-sur-Mer | Terra rossa | Carina Witthöft       | 6–3, 7–5         |
| 11. | 16 giugno 2019    | Manchester Trophy, Manchester                                | Erba        | Zarina Dijas          | 7-6(1), 2-6, 6-3 |

#### Sconfitte (10)
| Torneo $100.000 (1) |
| Torneo $80.000 (0)  |
| Torneo $75.000 (0)  |
| Torneo $60.000 (0)  |
| Torneo $50.000 (2)  |
| Torneo $25.000 (6)  |
| Torneo $15.000 (0)  |
| Torneo $10.000 (1)  |

| N.  | Data              | Torneo                                                 | Superficie    | Avversaria in finale      | Punteggio           |
| 1.  | 4 luglio 2010     | Bella Cup, Toruń                                       | Terra rossa   | Ksenija Pervak            | 4-6, 1-6            |
| 2.  | 19 settembre 2010 | Zagreb Ladies Open, Zagabria                           | Terra rossa   | Renata Voráčová           | 1-6, 6-4, 4-6       |
| 3.  | 21 novembre 2010  | Hart Open, Opole                                       | Sintetico (i) | Sandra Záhlavová          | 7-5, 6(4)-7, 4-6    |
| 4.  | 13 maggio 2012    | Città di Firenze, Firenze                              | Terra rossa   | Anaïs Laurendon           | 4-6, 4-6            |
| 5.  | 24 giugno 2012    | Rolls Royce Women's Cup Kristinehamn, Kristinehamn     | Terra rossa   | Sacha Jones               | 4-6, 4-6            |
| 6.  | 5 maggio 2013     | Torneo Tirreno Power, Civitavecchia                    | Terra rossa   | Anna Karolína Schmiedlová | 0-6, 1-6            |
| 7.  | 3 novembre 2013   | Open GDF SUEZ Nantes Atlantique, Nantes                | Cemento (i)   | Aljaksandra Sasnovič      | 6-4, 4-6, 2-6       |
| 8.  | 9 dicembre 2013   | Ganesh Naik ITF Women's Tennis Tournament, Navi Mumbai | Cemento       | Rika Fujiwara             | 6–2, 6(5)–7, 6(4)–7 |
| 9.  | 15 giugno 2015    | Aegon Ilkley Trophy, Ilkley                            | Erba          | Anna-Lena Friedsam        | 7–5, 3–6, 1–6       |
| 10. | 7 agosto 2022     | Kozerki Open, Grodzisk Mazowiecki                      | Cemento       | Kateřina Siniaková        | 4-6, 1-6            |

### Doppio

#### Vittorie (8)
| Torneo $100.000 (0) |
| Torneo $80.000 (0)  |
| Torneo $75.000 (0)  |
| Torneo $60.000 (0)  |
| Torneo $50.000 (4)  |
| Torneo $25.000 (4)  |
| Torneo $15.000 (0)  |
| Torneo $10.000 (0)  |

| N. | Data             | Torneo                                 | Superficie  | Compagna          | Avversaria in finale               | Punteggio        |
| 1. | 1º luglio 2012   | Swedish Ladies Ystad, Ystad            | Terra rossa | Katarzyna Piter   | Oksana Kalašnikova Lenka Wienerová | 6-3, 6-3         |
| 2. | 21 ottobre 2012  | Open GDF Suez Région Limousin, Limoges | Cemento (i) | Sandra Zaniewska  | Irena Pavlović Stefanie Vögele     | 6-1, 5-7, [10-5] |
| 3. | 11 novembre 2012 | Open Feminin 50, Équeurdreville        | Cemento (i) | Katarzyna Piter   | Amra Sadiković Ana Vrljić          | 6-4, 7-6(4)      |
| 4. | 23 dicembre 2012 | Ankara Cup, Ankara                     | Cemento     | Katarzyna Piter   | Iryna Burjačok Valerija Solov'ëva  | 6-2, 6-2         |
| 5. | 12 maggio 2013   | Soweto Open, Johannesburg              | Cemento     | Chanel Simmonds   | Samantha Murray Jade Windley       | 6-1, 6-3         |
| 6. | 2 giugno 2013    | Infond Open, Maribor                   | Terra rossa | Paula Kania       | Mailen Auroux María Irigoyen       | 6-3, 6-0         |
| 7. | 7 luglio 2013    | Bella Cup, Toruń                       | Terra rossa | Paula Kania       | Julija Bejhel'zymer Elena Bogdan   | 6-2, 4-6, [10-5] |
| 8. | 14 ottobre 2013  | Open GDF Suez Région Limousin, Limoges | Cemento     | Viktorija Golubic | Nicole Clerico Nikola Fraňková     | 6–4, 6–4         |

#### Sconfitte (9)
| Torneo $100.000 (0) |
| Torneo $80.000 (0)  |
| Torneo $75.000 (0)  |
| Torneo $60.000 (0)  |
| Torneo $50.000 (2)  |
| Torneo $25.000 (6)  |
| Torneo $15.000 (0)  |
| Torneo $10.000 (1)  |

| N. | Data              | Torneo                                                   | Superficie    | Compagna            | Avversaria in finale                    | Punteggio        |
| 1. | 21 novembre 2010  | Hart Open, Opole                                         | Sintetico (i) | Paula Kania         | Oksana Kalašnikova Polina Pekhova       | 3-6, 4-6         |
| 2. | 17 aprile 2011    | Morocco Tennis Tour Casablanca, Casablanca               | Terra rossa   | Katarzyna Piter     | Sandra Klemenschits Kristina Mladenovic | 3-6, 6-3, [8-10] |
| 3. | 5 giugno 2011     | Torneo Internazionale Femminile Antico Tiro a Volo, Roma | Terra rossa   | Liana Ungur         | Sophie Ferguson Sally Peers             | w/o              |
| 4. | 18 settembre 2011 | Save Cup, Mestre                                         | Terra rossa   | Tímea Babos         | Valentina Ivachnenko Marina Mel'nikova  | 4-6, 5-7         |
| 5. | 13 novembre 2011  | Hart Open, Opole                                         | Sintetico (i) | Paula Kania         | Naomi Broady Kristina Mladenovic        | 6(5)-7, 4-6      |
| 6. | 30 settembre 2012 | ITF Women's Circuit Prague, Praga                        | Terra rossa   | Kateřina Kramperová | Lucy Brown Angelica Moratelli           | 3-6, 7-5, [6-10] |
| 7. | 5 giugno 2013     | Torneo Tirreno Power, Civitavecchia                      | Terra rossa   | Paula Kania         | Stephanie Vogt Renata Voráčová          | 3-6, 4-6         |
| 8. | 29 settembre 2013 | AEGON Pro-Series Loughborough, Loughborough              | Cemento (i)   | Tereza Smitková     | Çağla Buyukakcay Pemra Özgen            | 2-6, 7-5, [6-10] |
| 9. | 31 marzo 2014     | AEGON Pro Series Edgbaston, Edgbaston                    | Cemento (i)   | Amra Sadiković      | Jocelyn Rae Anna Smith                  | 6–3, 5–7, [4–10] |

## Vittorie contro giocatrici top 10
| Stagione | 2021 | 2022 | 2023 | 2024 | 2025 | Totale |
| -------- | ---- | ---- | ---- | ---- | ---- | ------ |
| Vittorie | 2    | 1    | 1    | 1    | 2    | 7      |

| #    | Giocatrice      | Ranking | Evento                      | Superficie  | Turno | Punteggio        | Rank. MLR |
| ---- | --------------- | ------- | --------------------------- | ----------- | ----- | ---------------- | --------- |
| 2021 |                 |         |                             |             |       |                  |           |
| 1.   | Ashleigh Barty  | 1       | Open di Francia, Parigi     | Terra rossa | 2T    | 6-1, 2-2 rit.    | 45        |
| 2.   | Elina Svitolina | 5       | Torneo di Wimbledon, Londra | Erba        | 2T    | 6-3, 6-3         | 44        |
| 2022 |                 |         |                             |             |       |                  |           |
| 3.   | Ons Jabeur      | 6       | Open di Francia, Parigi     | Terra rossa | 1T    | 3-6, 7-6(4), 7-5 | 52        |
| 2023 |                 |         |                             |             |       |                  |           |
| 4.   | Caroline Garcia | 4       | Australian Open, Melbourne  | Cemento     | 4T    | 7-6(3), 6-4      | 45        |
| 2024 |                 |         |                             |             |       |                  |           |
| 5.   | Jasmine Paolini | 5       | China Open, Pechino         | Cemento     | 3T    | 6-4, 6-0         | 45        |
| 2025 |                 |         |                             |             |       |                  |           |
| 6.   | Coco Gauff      | 3       | Miami Open, Miami Gardens   | Cemento     | 4T    | 6-4, 6-4         | 34        |
| 7.   | Jessica Pegula  | 4       | Cincinnati Open, Cincinnati | Cemento     | 3T    | 7-6(5), 3-6, 6-3 | 40        |

## Risultati in progressione
| V | F | SF | QF | #T | RR | Q# | A | Z# | PO | O | F-A | SF-B | ND |

(V) Torneo vinto; raggiunto (F) finale, (SF) semifinale, (QF) quarti di finale, (#T) turni 4, 3, 2, 1; (RR) round - robin; (Q#) Turno di qualificazione; (A) assente dal torneo; (Z#) Zona gruppo Coppa Davis/Fed Cup (con indicazione numero); (PO) play-off Coppa Davis o Fed Cup; vinto un (O) oro, (F-A) argento o (SF-B) bronzo ai Giochi Olimpici; (ND) torneo non disputato.

### Singolare
Aggiornato alla fine del WTA Tour 2023.
| Tornei                     | 2015 | 2016 | 2017 | 2018 | 2019 | 2020 | 2021 | 2022 | 2023 | V–S   | V%  |
| -------------------------- | ---- | ---- | ---- | ---- | ---- | ---- | ---- | ---- | ---- | ----- | --- |
| Tornei Grande Slam         |      |      |      |      |      |      |      |      |      |       |     |
| Australian Open, Melbourne | Q1   | 1T   | 1T   | 3T   | 1T   | 1T   | A    | 2T   | SF   | 8–7   | 53% |
| Open di Francia, Parigi    | 1T   | 1T   | 3T   | 1T   | 2T   | 1T   | 3T   | 2T   | 1T   | 6–9   | 40% |
| Wimbledon, Londra          | 1T   | 1T   | 1T   | 1T   | 3T   | ND   | 3T   | 2T   | 3T   | 7–8   | 47% |
| US Open, New York          | 2T   | 1T   | 1T   | 1T   | 2T   | 3T   | 1T   | 1T   | 2T   | 5–9   | 36% |
| Vittorie-sconfitte         | 1–3  | 0–4  | 2–4  | 2–4  | 4–4  | 2–3  | 4–3  | 3-4  | 8-4  | 26–33 | 44% |

### Doppio
| Tornei                     | 2015 | 2016 | 2017 | 2018 | 2019 | 2020 | 2021 | 2022 | 2023 | V–S   | V%  |
| -------------------------- | ---- | ---- | ---- | ---- | ---- | ---- | ---- | ---- | ---- | ----- | --- |
| Tornei Grande Slam         |      |      |      |      |      |      |      |      |      |       |     |
| Australian Open, Melbourne | A    | 1T   | 2T   | 2T   | 1T   | 1T   | A    | 3T   | 1T   | 4–7   | 36% |
| Open di Francia, Parigi    | 2T   | 2T   | 2T   | 1T   | A    | 2T   | SF   | 1T   | A    | 8–7   | 53% |
| Wimbledon, Londra          | 1T   | A    | 1T   | A    | 1T   | ND   | 1T   | 1T   | 2T   | 1–6   | 14% |
| US Open, New York          | 1T   | 1T   | A    | 3T   | 2T   | A    | 2T   | 1T   | QF   | 7–7   | 50% |
| Vittorie-sconfitte         | 1–3  | 1–3  | 2–3  | 3–3  | 1–3  | 1–2  | 5–3  | 2-4  | 3-4  | 20–27 | 43% |